# 神闕穴
神闕穴（しんけつけつ）は、任脈に属す第8番目の経穴である。武道・武術では天南穴という。

## 部位
へその中央

## 筋肉・神経・血管
知覚神経は肋間神経前皮枝、動脈は浅腹壁動脈、下腹壁動脈が通る

## 名前の由来
闕は、宮殿や大きな寺院の山門、羅成門（らせいもん）抔のような都城の出入り口に設けられた、高い建物の中央をトンネル状にくぐり抜ける大きな門のことである。出生する以前は、すべてのものがここから出入りしたわけで、それにちなんだ名前である。

## 効能
場所柄まず使われないが、この上で温灸などをして、胃弱などを治すことはある。